# Biserica romano-catolică din Mihai Viteazu

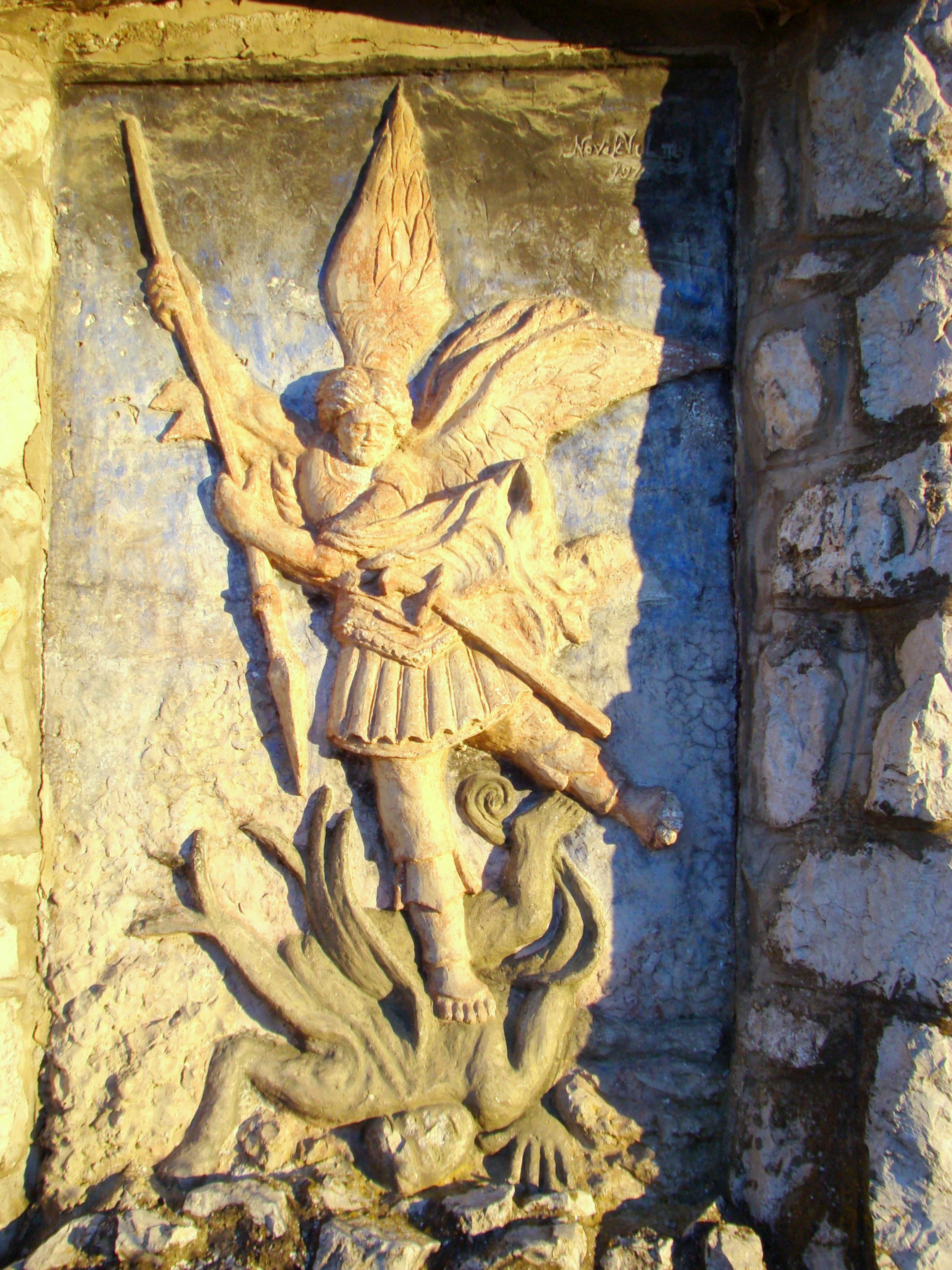
Basorelief înfățișându-l pe Sfântul Gheorghe omorând balaurul

Biserica romano-catolică din Mihai Viteazu este un monument istoric aflat pe teritoriul satului Mihai Viteazu; comuna Mihai Viteazu.

## Localitatea
Mihai Viteazu, mai demult Sânmihaiu, este satul de reședință al comunei cu același nume din județul Cluj, Transilvania, România. Prima menționare documentară a satului Mihai Viteazu este din anul 1319, sub numele de  villa Szentmihálteluke.
Satul Mihai Viteazu a luat naștere prin unirea celor două sate Sânmihaiu de Jos (A.Sz.Mihályfalva) și Sânmihaiu de Sus (F.Sz.Mihályfalva).

## Biserica
Din moment ce satul purta numele Sf. Mihail în 1319, este sigur că atunci era o biserică cu acest hram. Nu există înregistrări ulterioare ale urmașelor acelei biserici. Actuala biserică-monument romano-catolică a fost construită drept capelă funerară în anul 1863. În structura confesională a populației comunei Mihai Viteazu romano-catolicii au o pondere de 15,32%, ocupând locul al treilea, după ortodocși și unitarieni.

## Vezi și
- Mihai Viteazu, Cluj

## Imagini

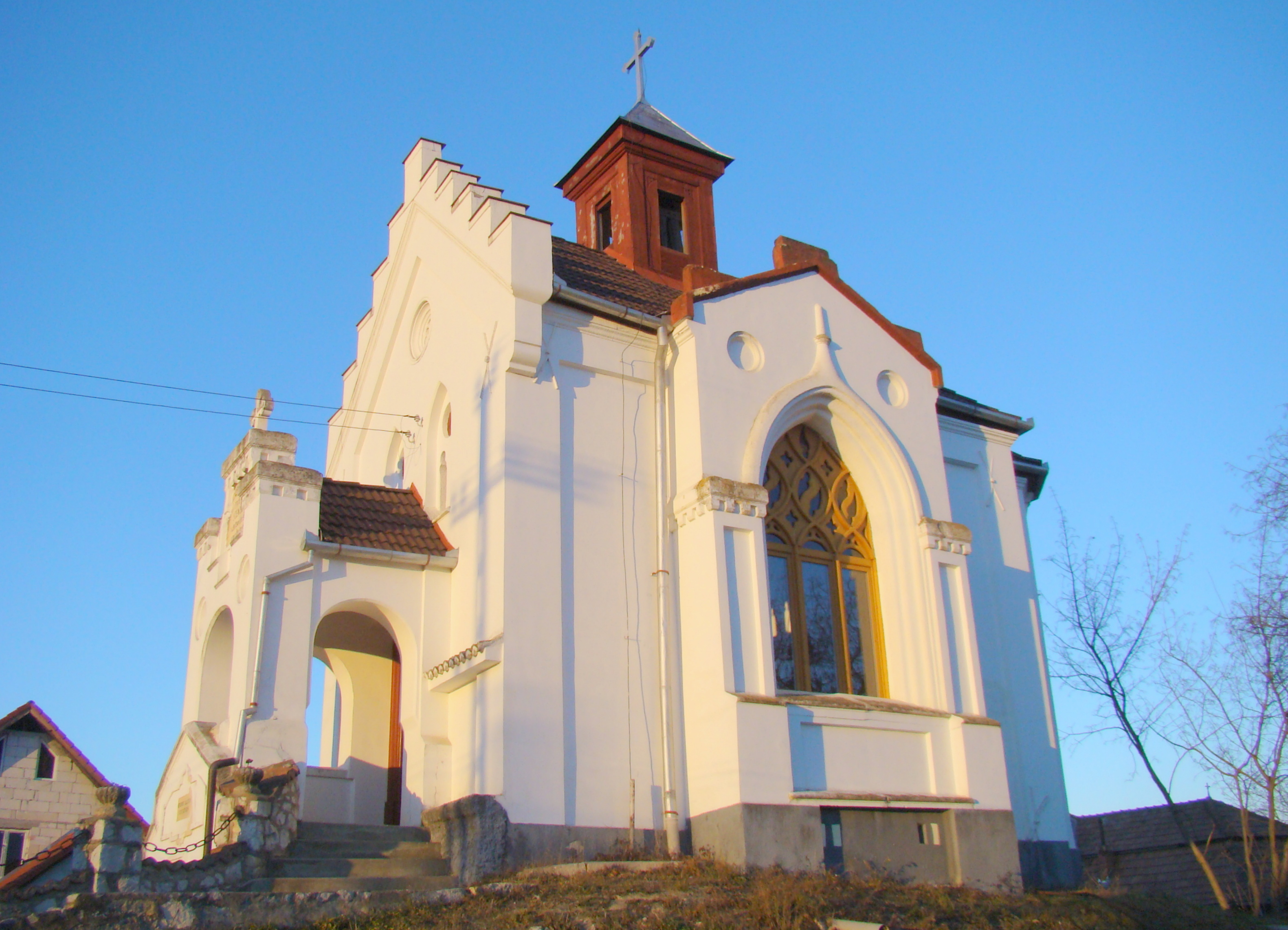
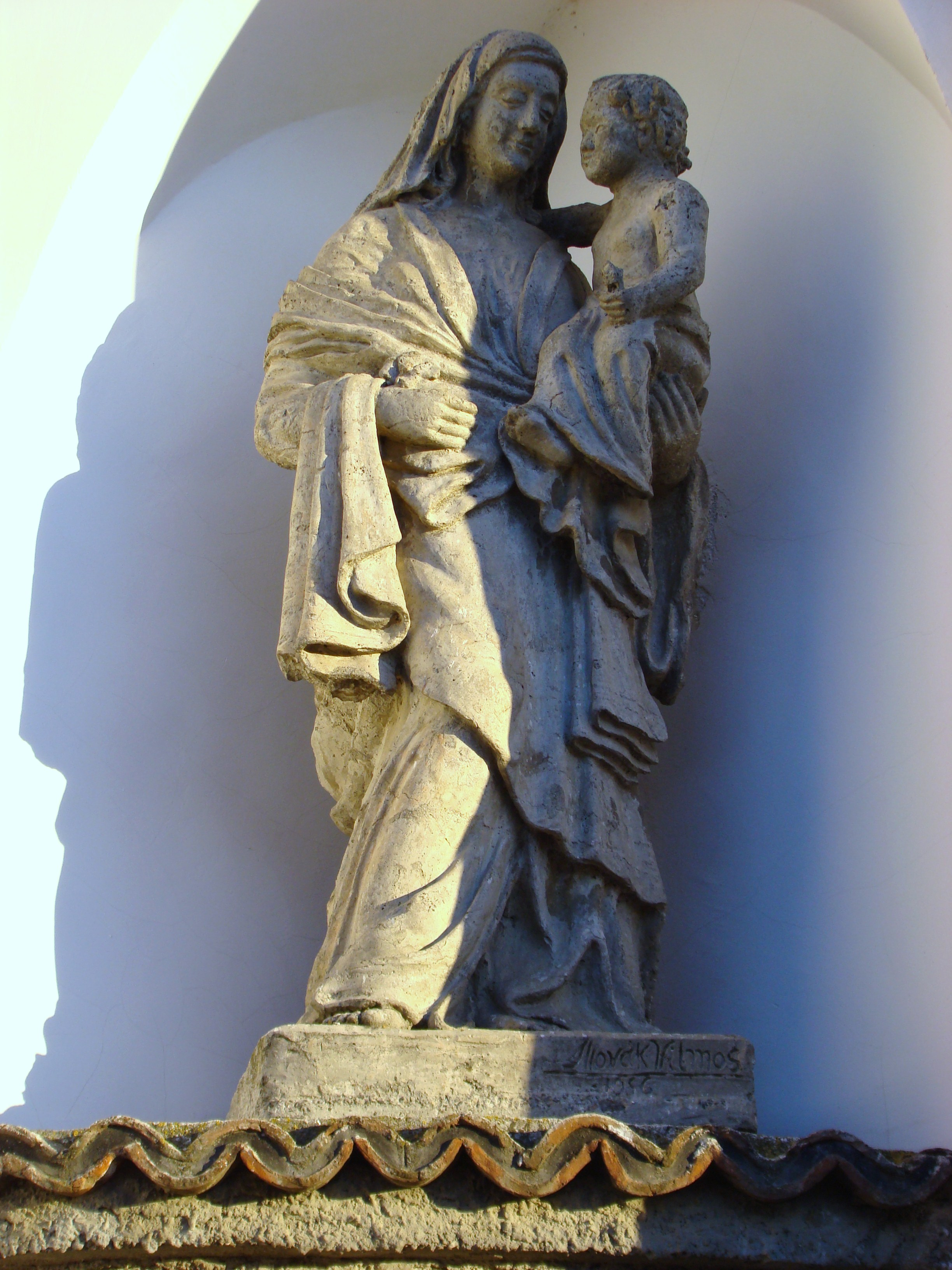
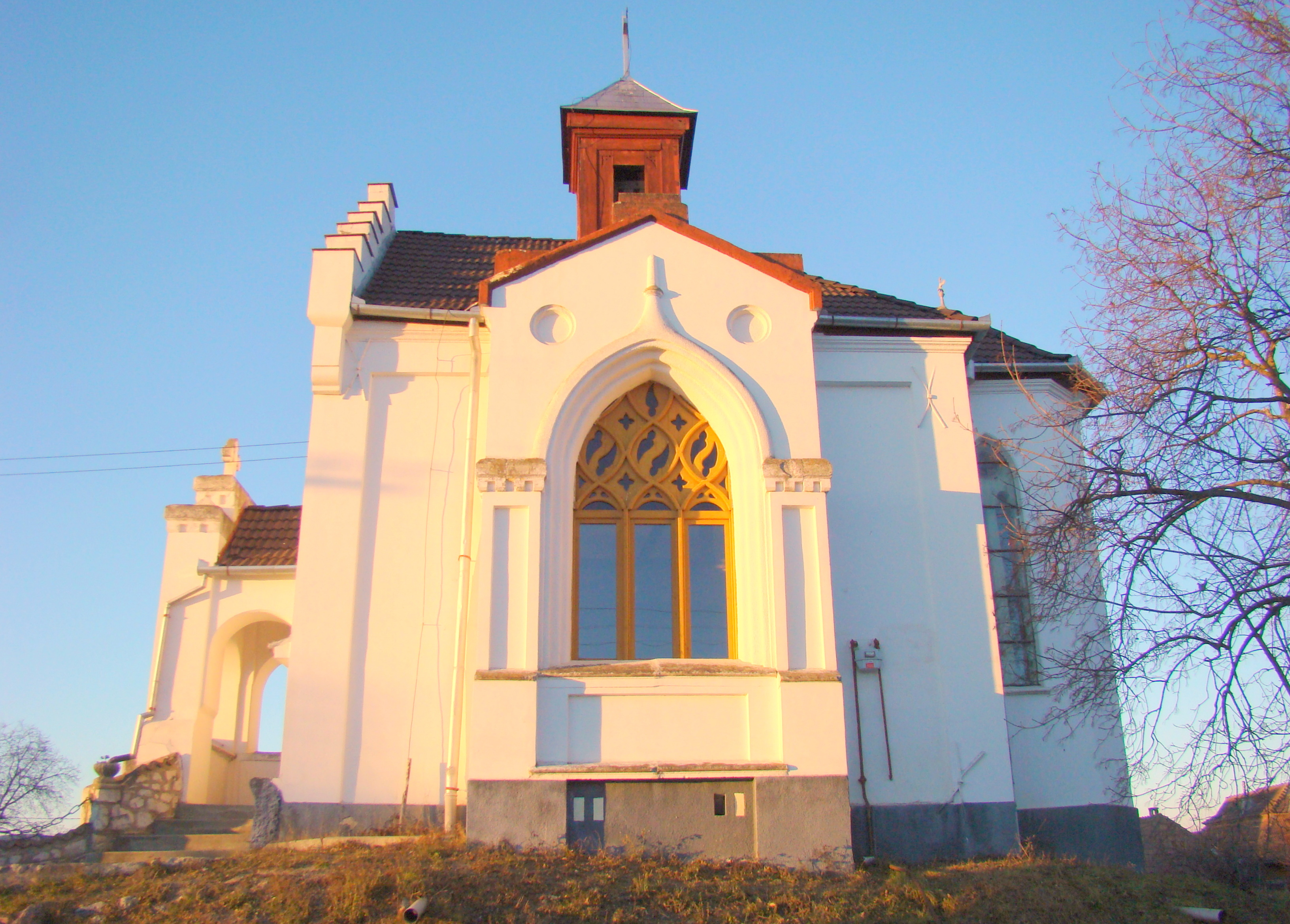
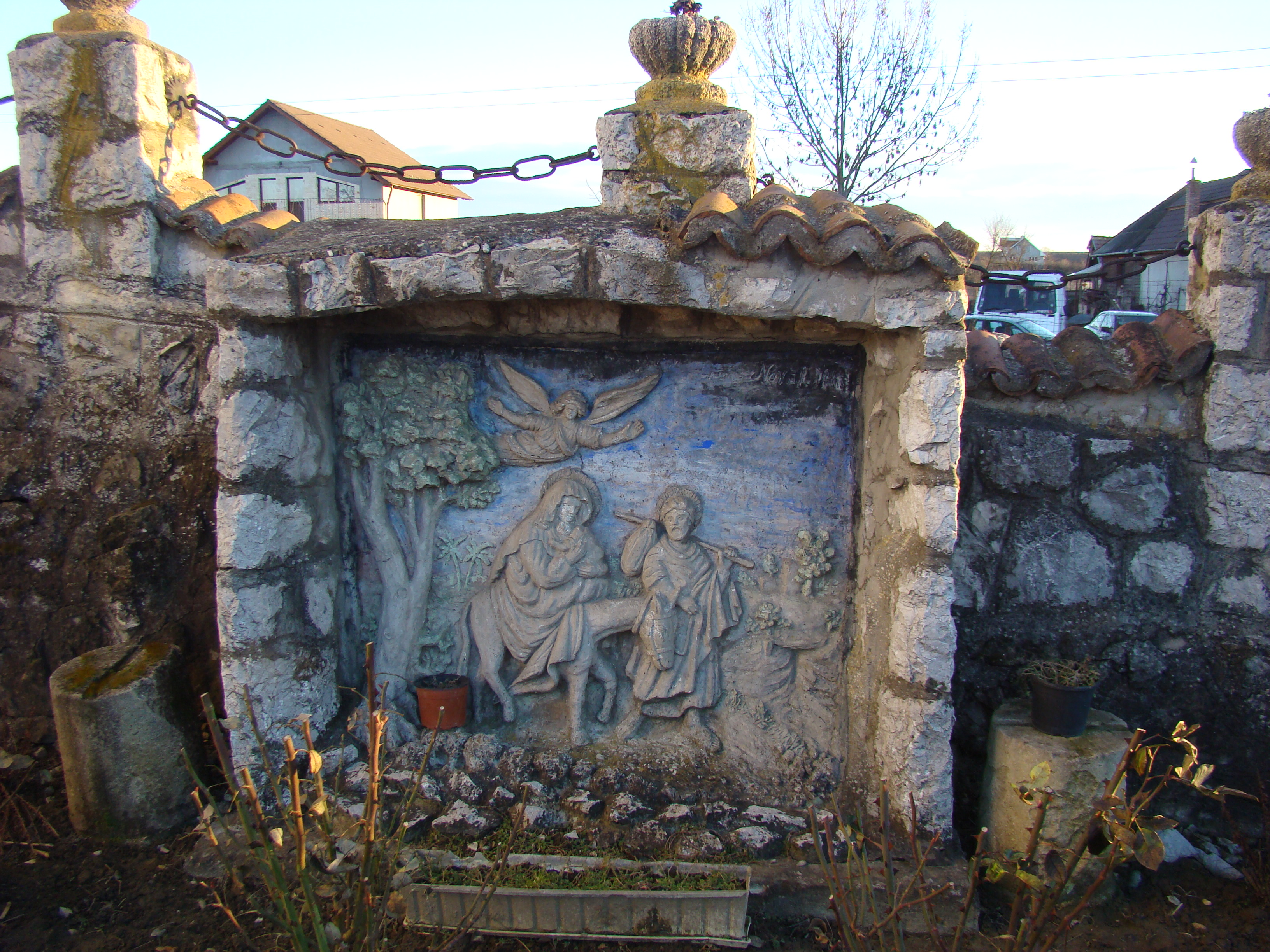
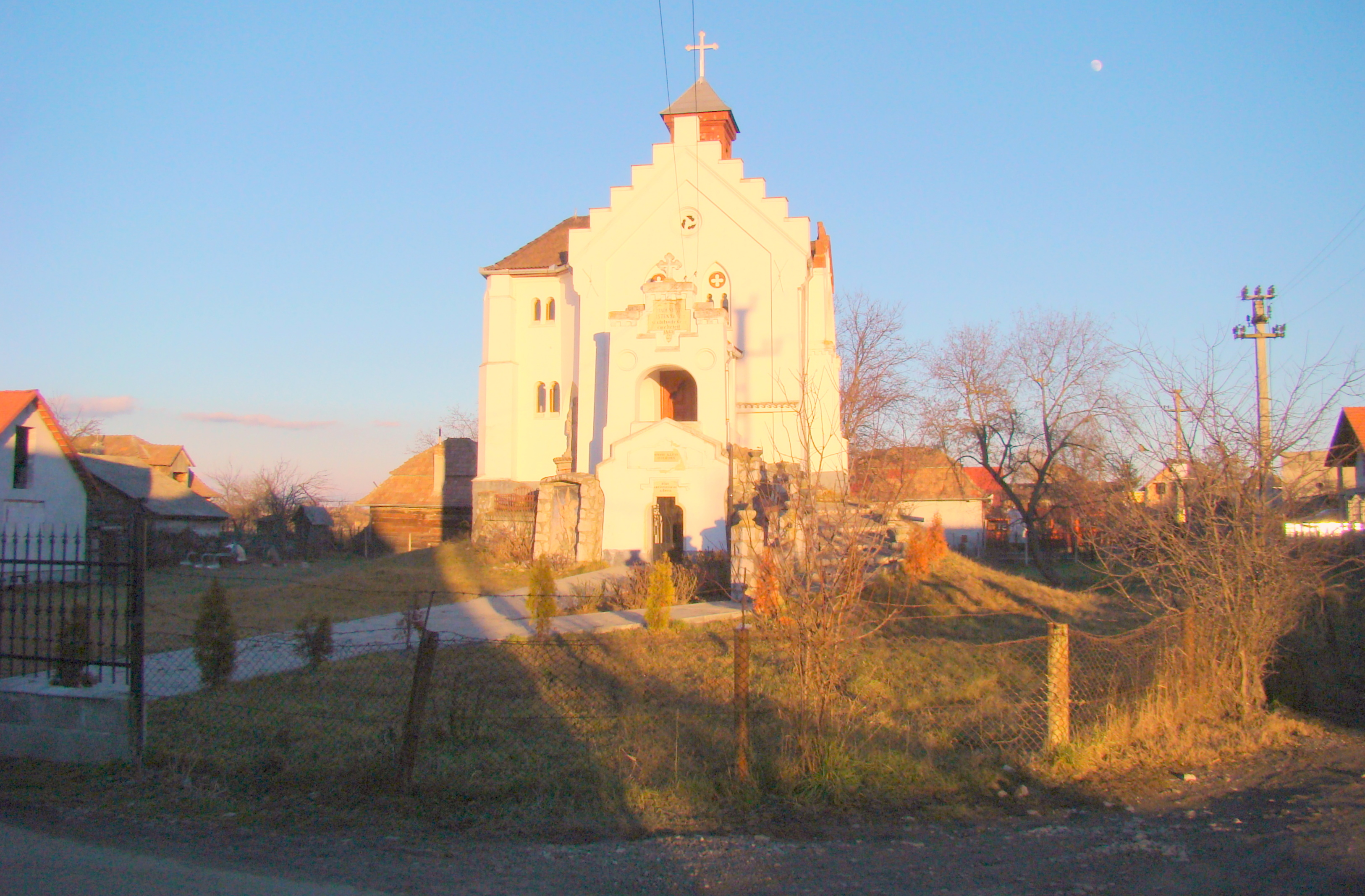
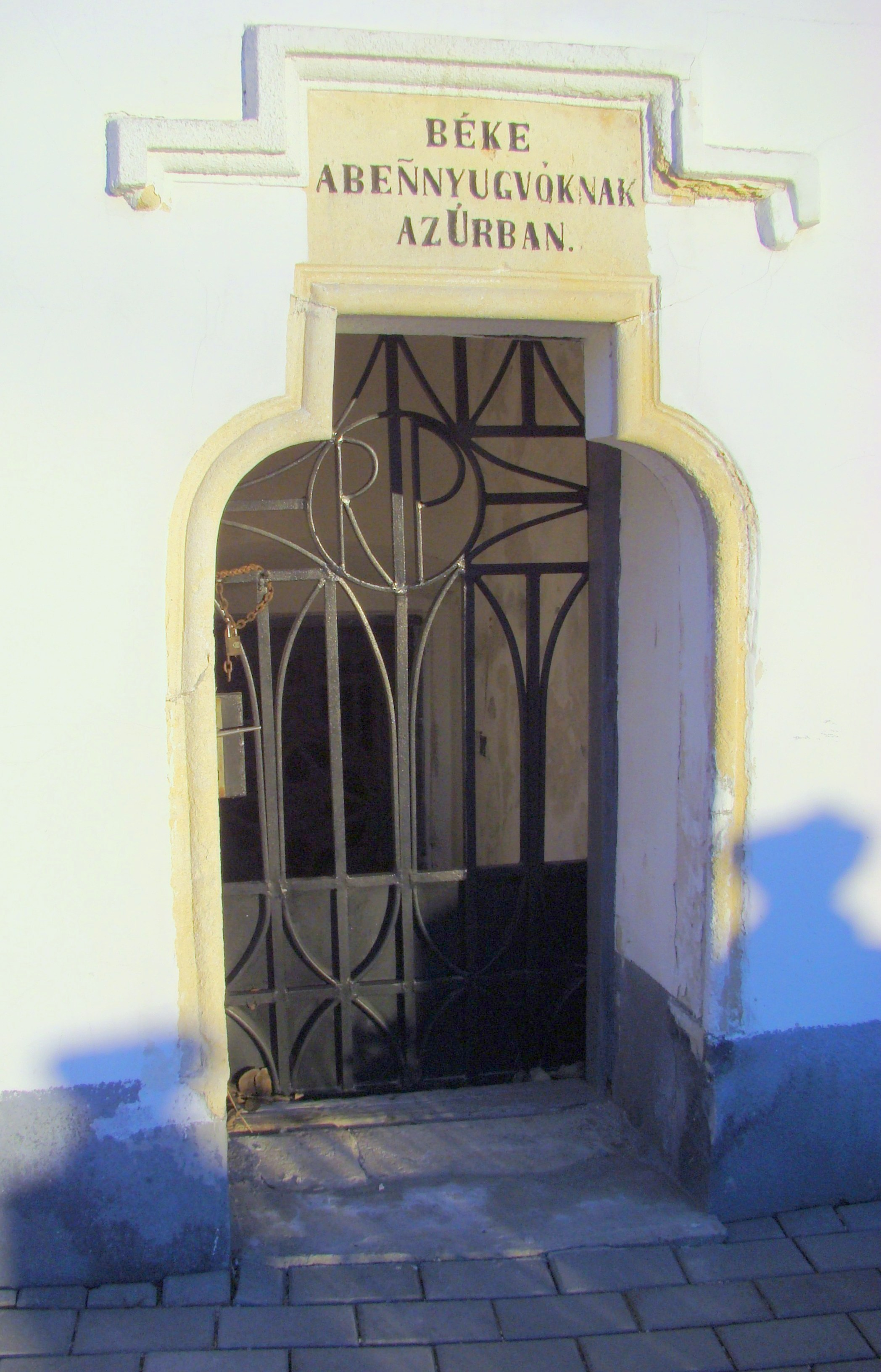
„Pacea e pentru aceia care prind rădăcini."
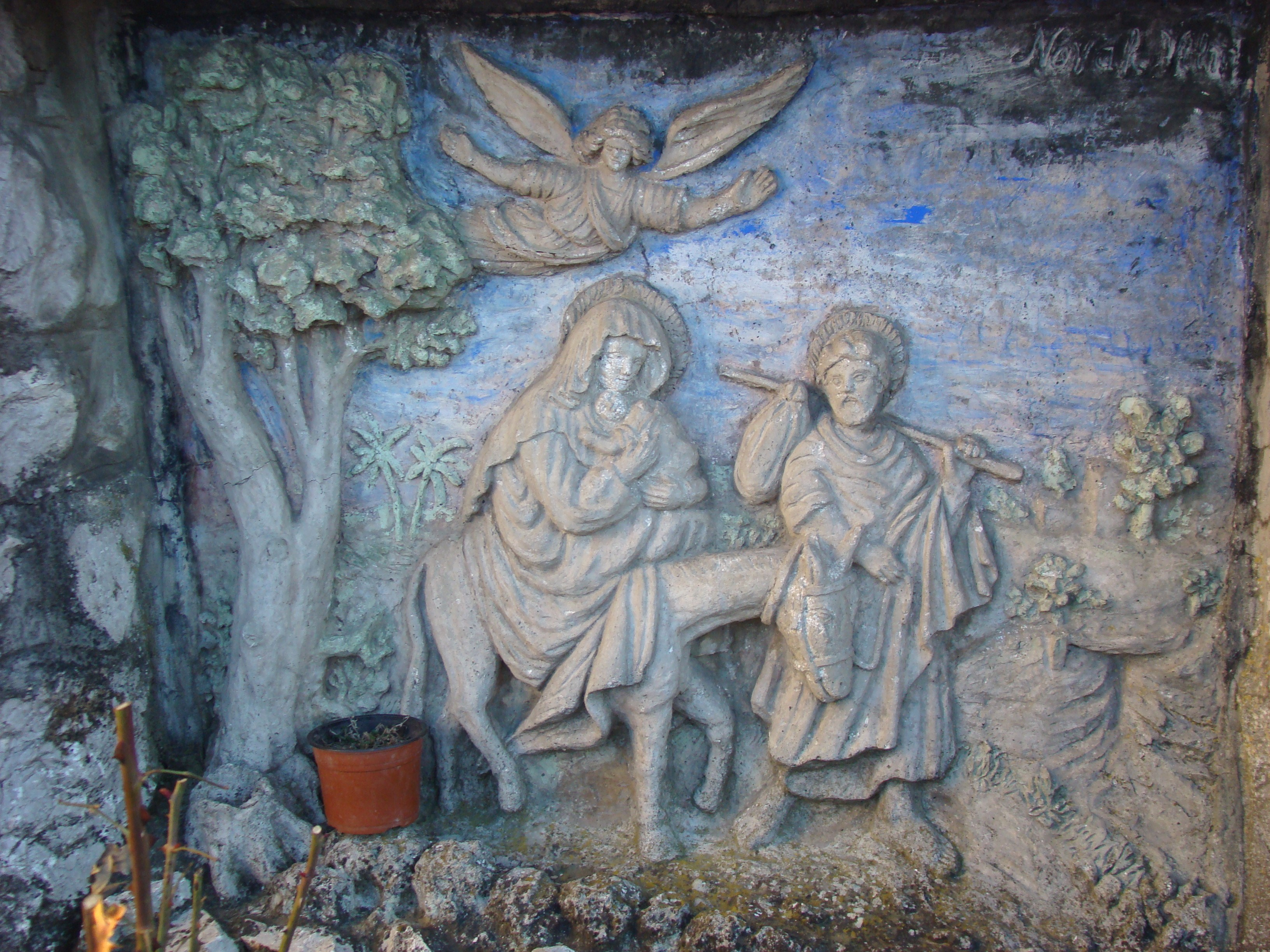
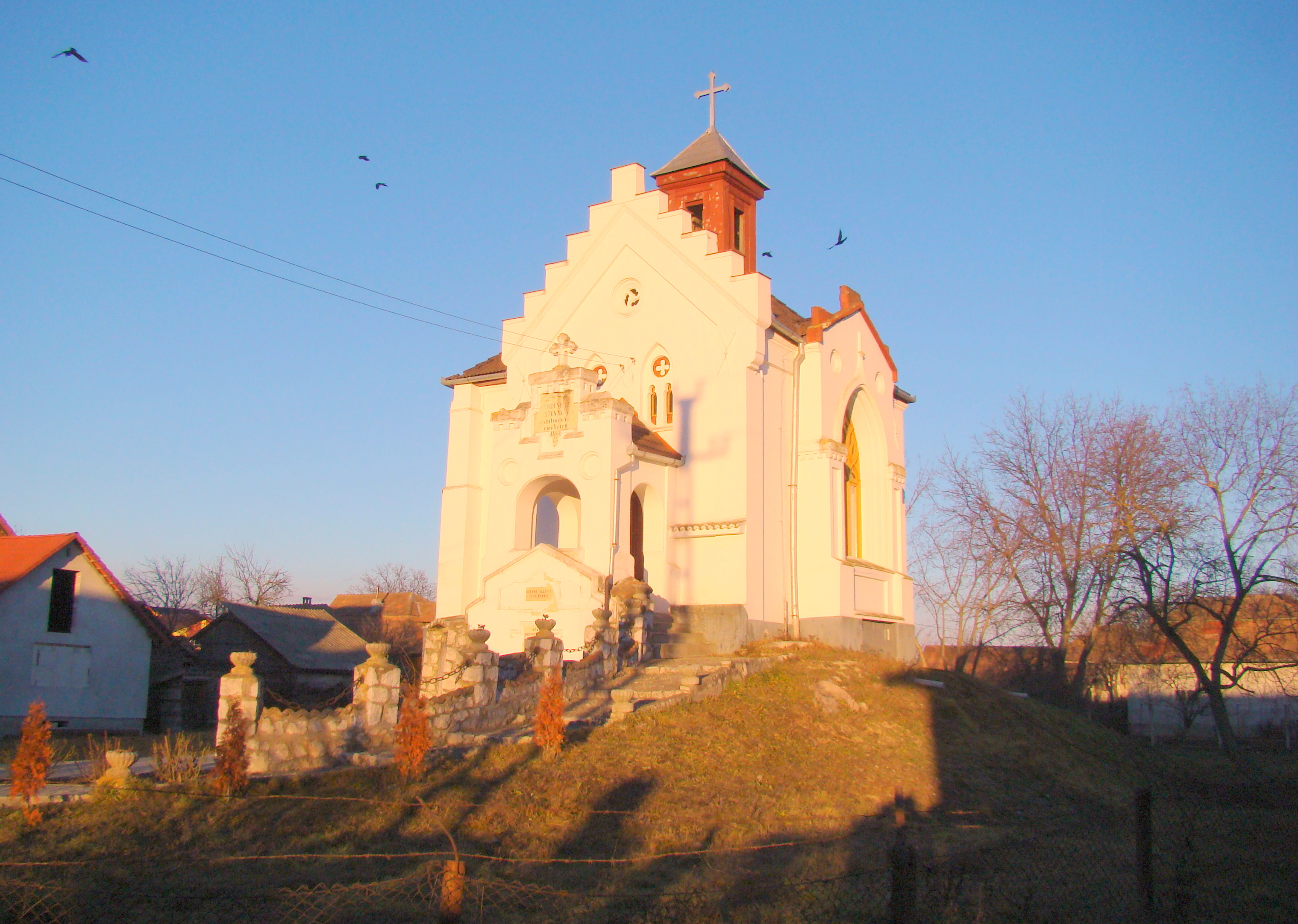
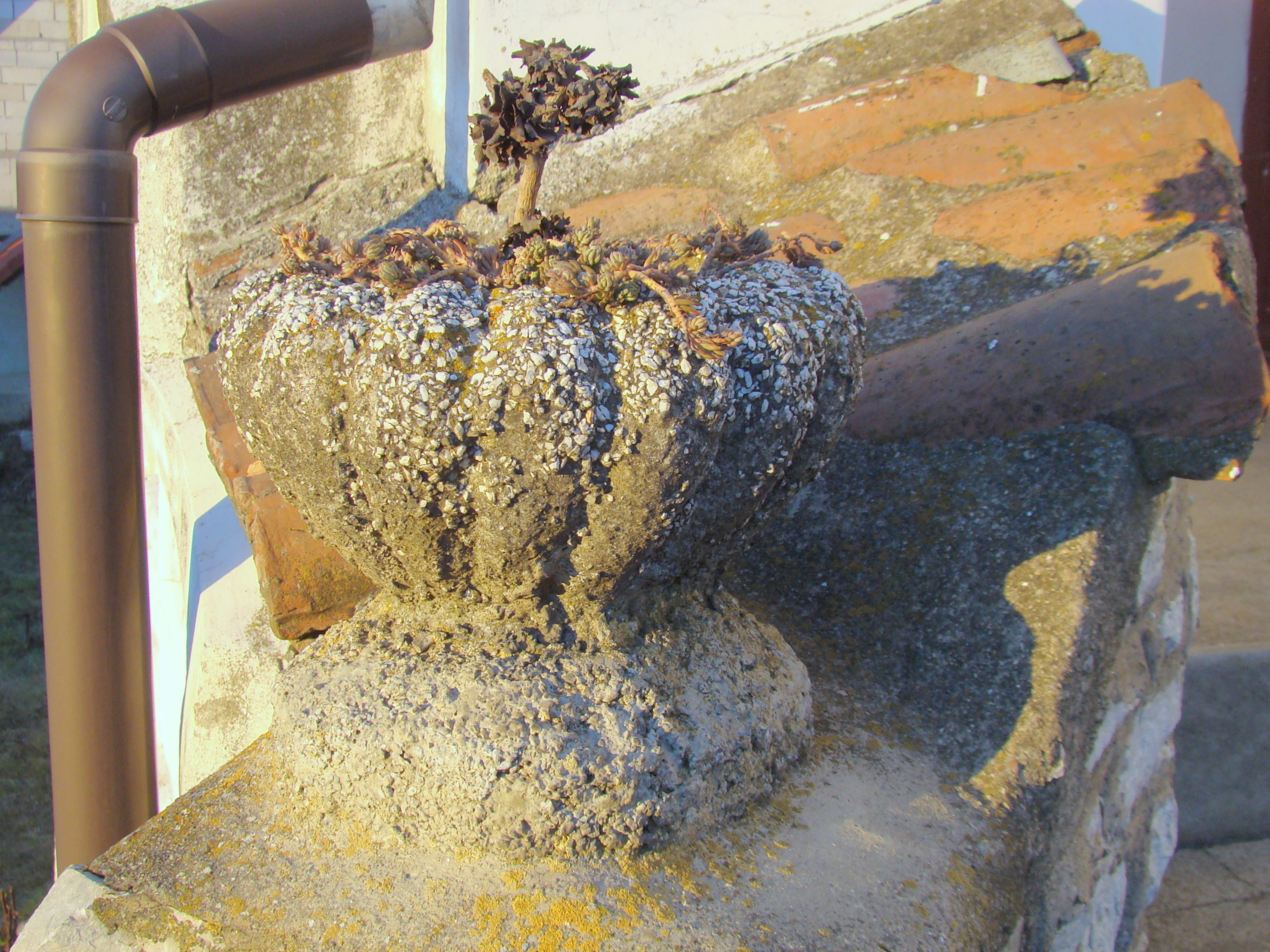
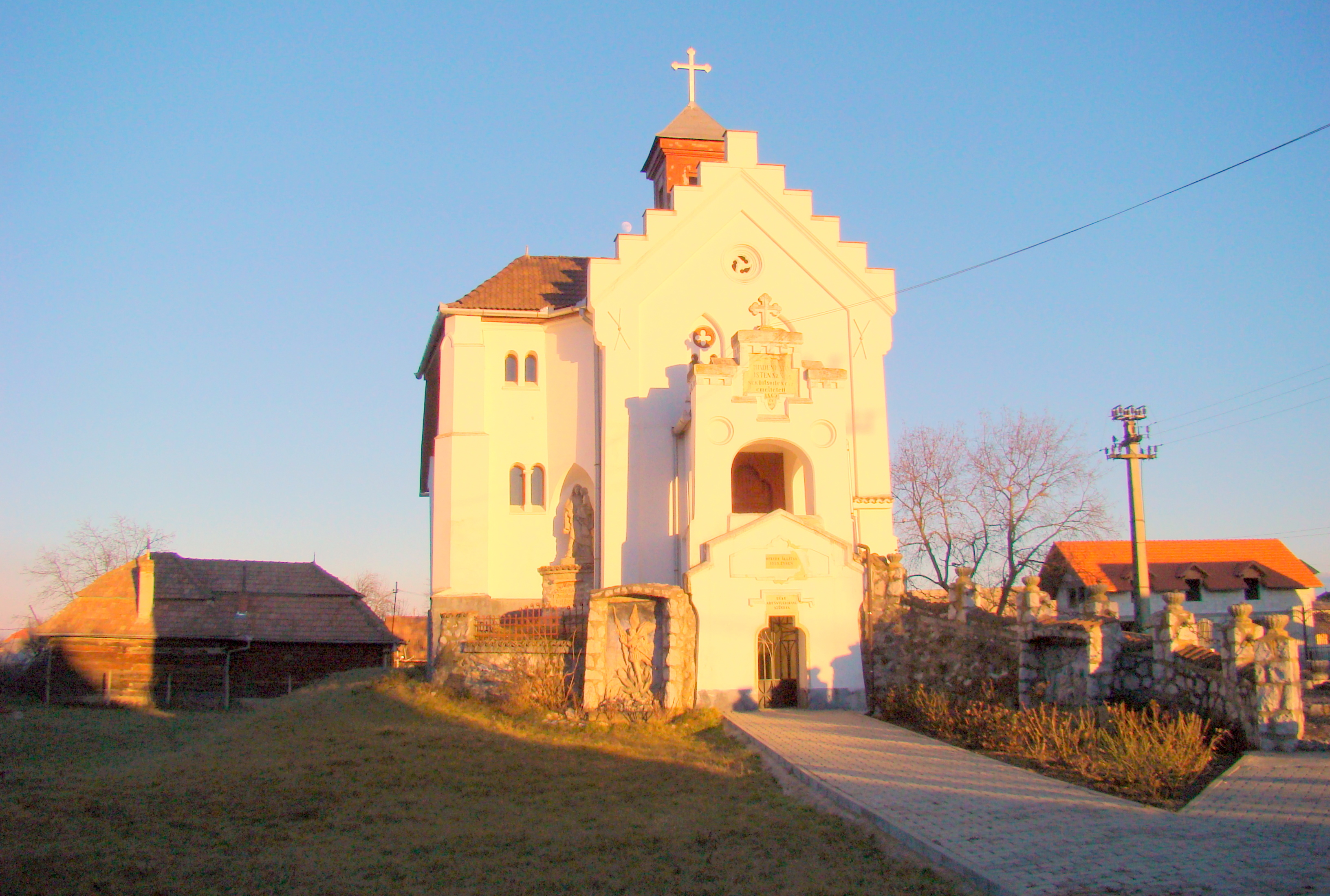
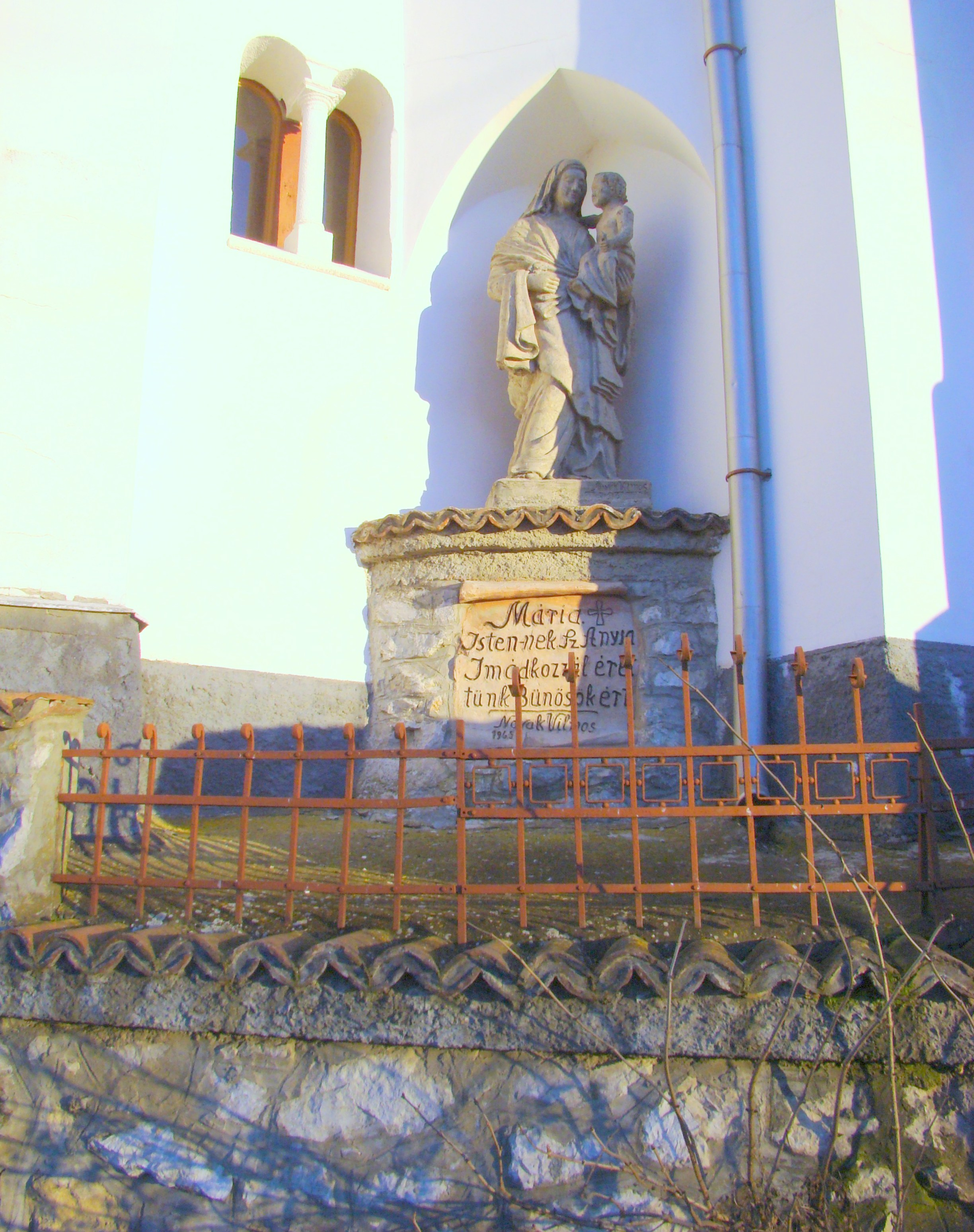
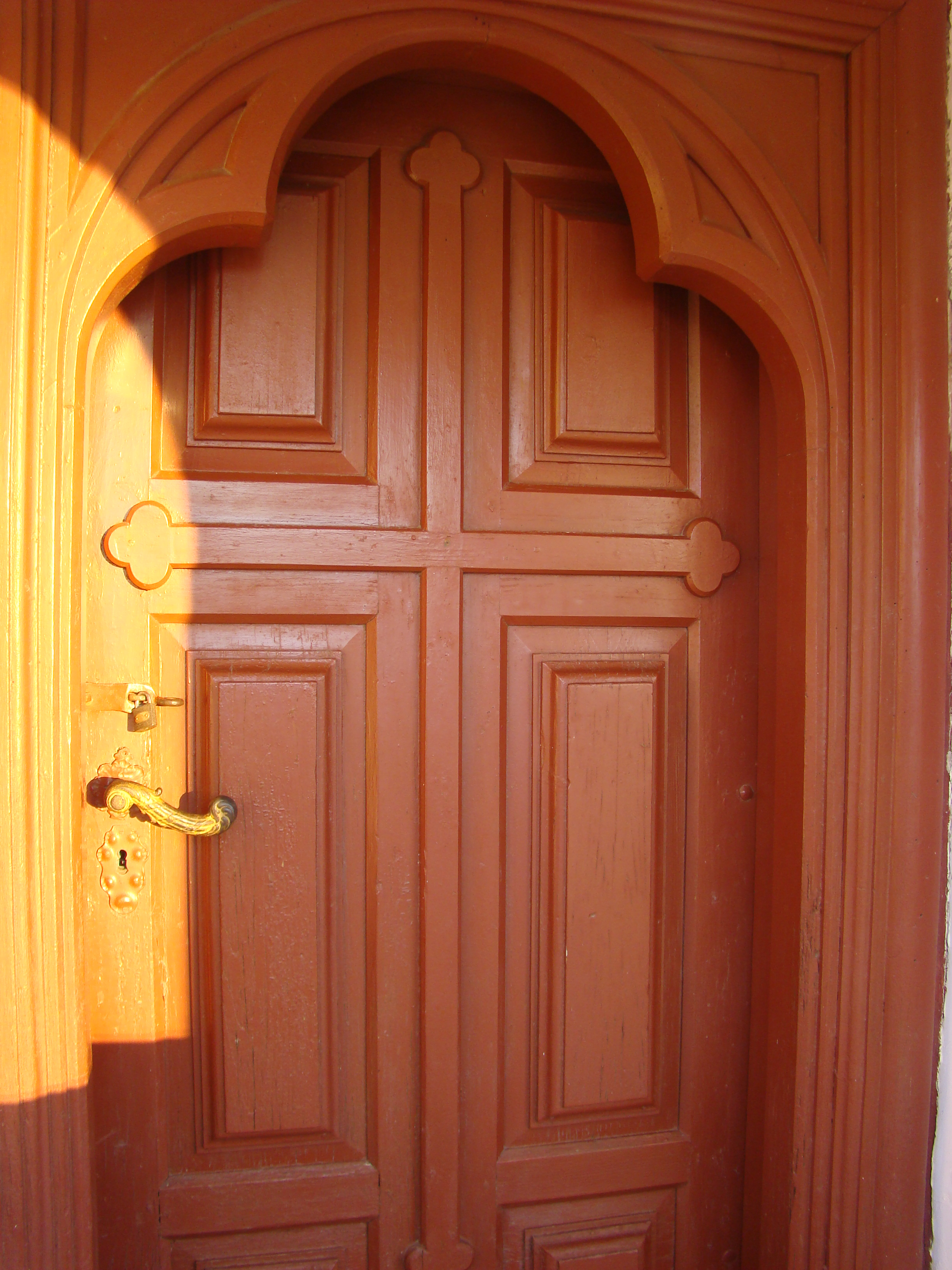
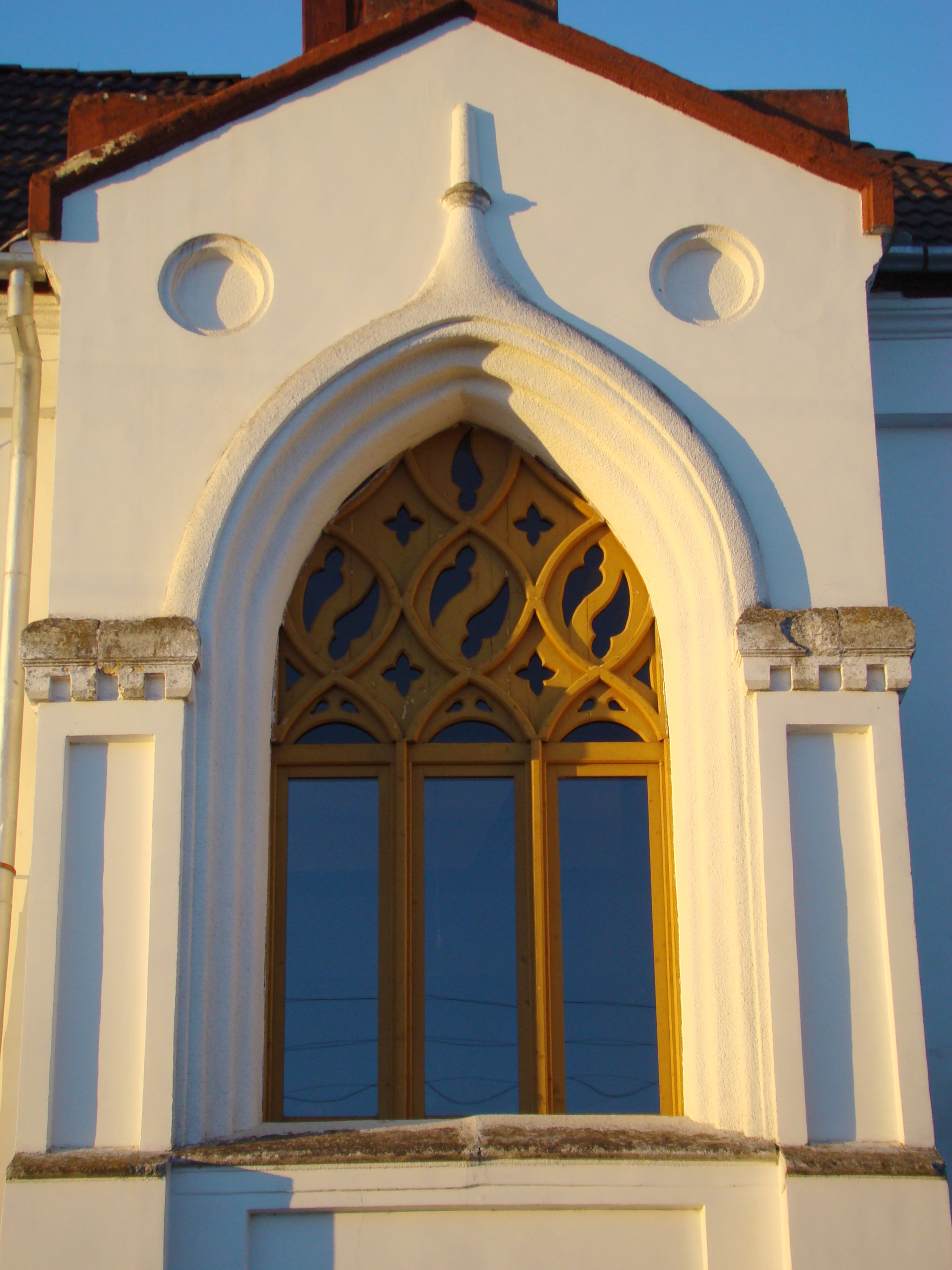
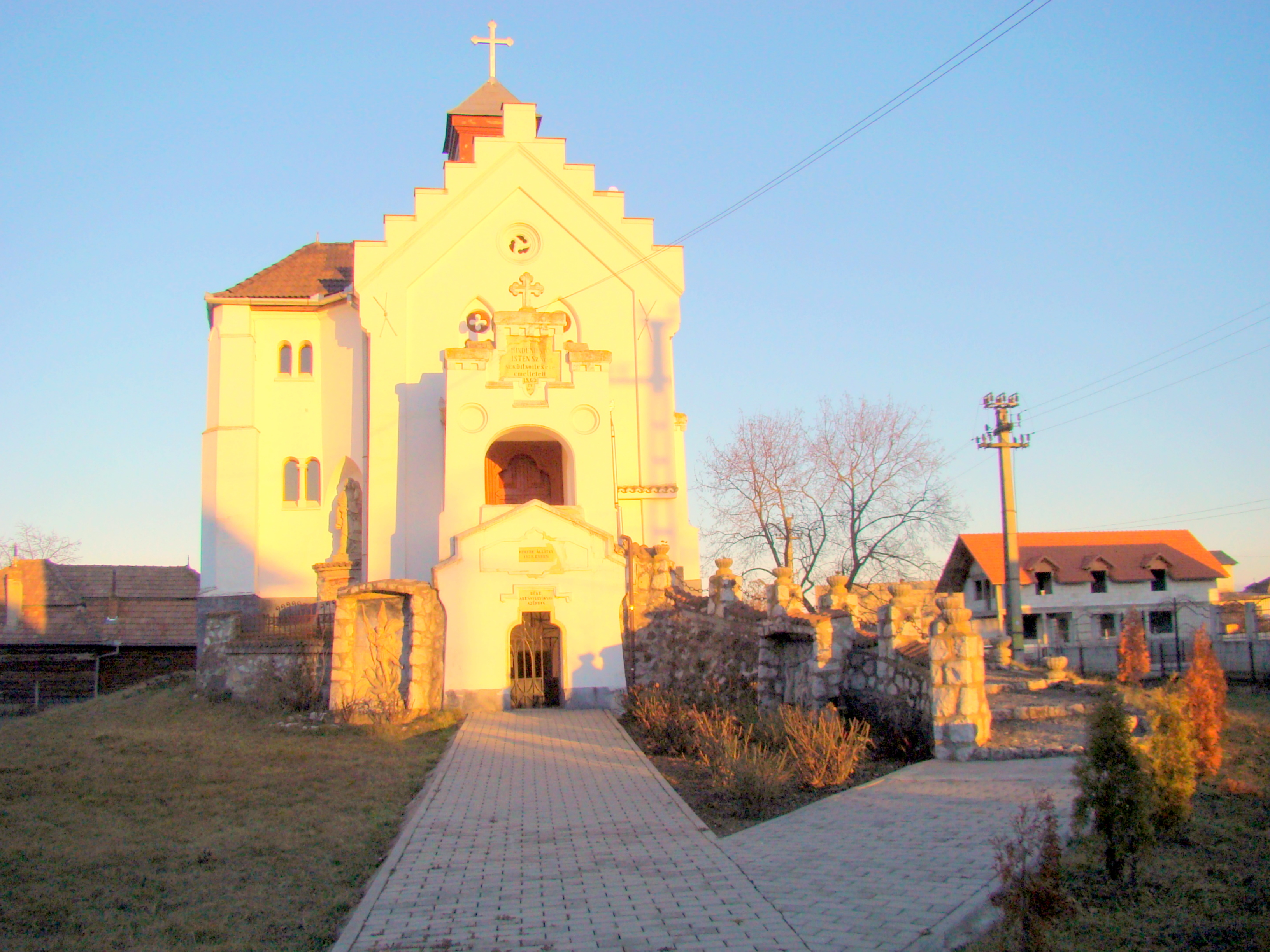
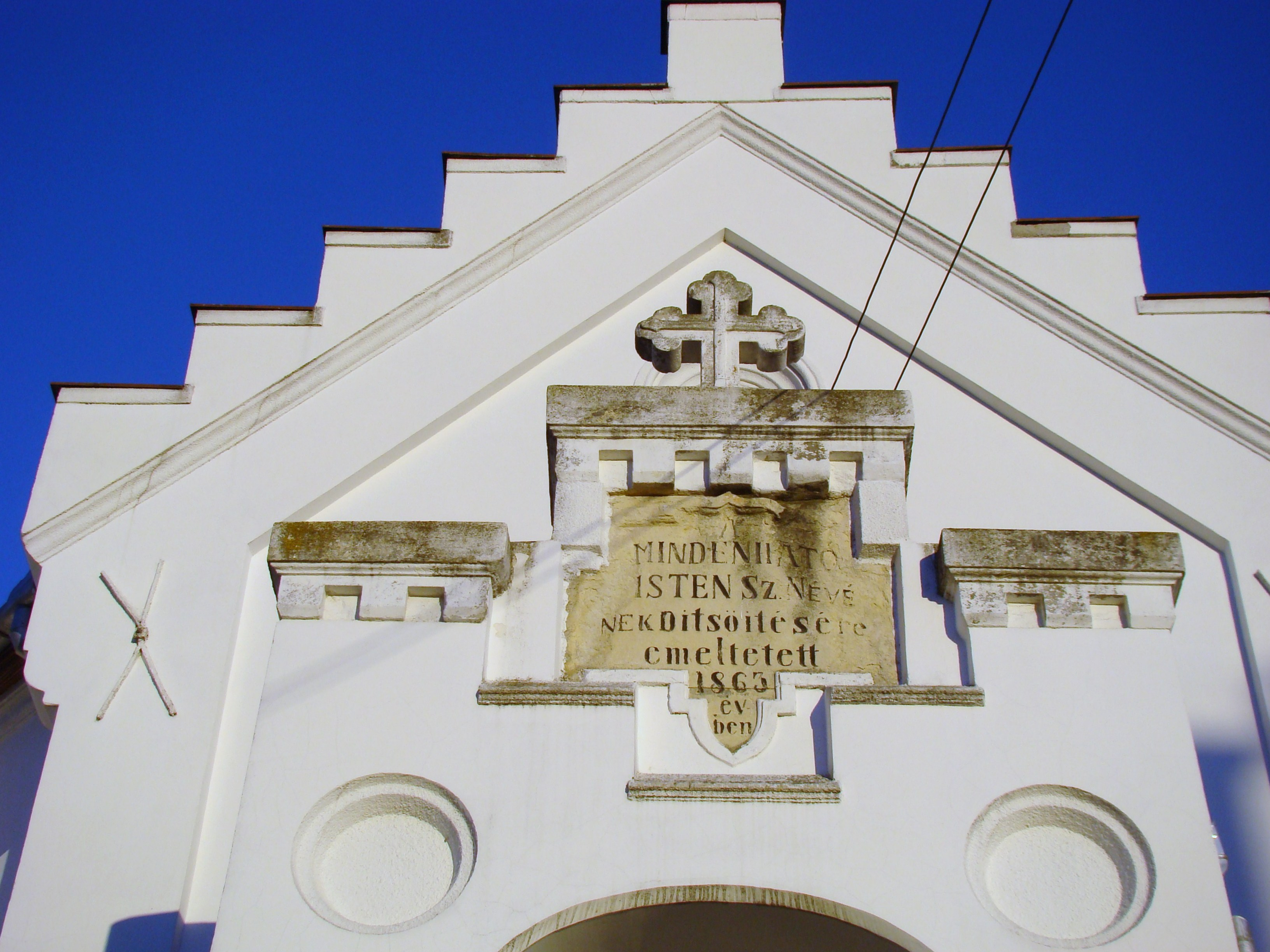